# Brycinus luteus
Brycinus luteus е вид лъчеперка от семейство Alestidae. Видът е уязвим и сериозно застрашен от изчезване.

## Разпространение
Разпространен е в Буркина Фасо.

## Описание
На дължина достигат до 7,6 cm.